# Tổ chức An ninh và Hợp tác châu Âu
Tổ chức An ninh và Hợp tác châu Âu (OSCE) là một tổ chức an ninh liên chính phủ lớn nhất thế giới. Tổ chức ban hành các vấn đề về kiểm soát vũ khí, quyền con người, quyền tự do báo chí và bầu cử tự do. Phần lớn trong số 3500 cán bộ thành viên của tổ chức đều trực tiếp tham gia vào các hoạt động xã hội, chỉ có 10% là làm việc tại trụ sở.
OSCE là tổ chức hoạt động theo hiến chương của Liên hiệp quốc, các vấn đề quan tâm của tổ chức này liên quan gồm có cảnh báo và ngăn chặn xung đột, kiểm soát khủng hoảng và tái thiết thời hậu chiến. Tổ chức được thành lập thời chiến tranh lạnh, như là một diễn đàn an ninh Âu Á, vào năm 1975 với cái tên là Conference on Security and Co-operation in Europe (CSCE) tổ chức tại Helsinki, Phần Lan.. Đến năm 1995 thì mới đổi tên là OSCE.
57 quốc gia thành viên bao gồm tất cả các nước châu Âu ngoại trừ Kosovo, Các nước xuất phát từ Liên Xô, Mông Cổ cũng như Hoa Kỳ và Canada. Trụ sở của tổng thư ký tổ chức đặt ở Viên.

## Lịch sử
Tổ chức An ninh và Hợp tác châu Âu có nguồn gốc từ Hội nghị về An ninh và Hợp tác châu Âu (CSCE) năm 1973. Các hội nghị bàn thảo về vấn đề hợp tác an ninh tại châu Âu đã bắt đầu từ những năm 1950 tuy nhiên do những cản trở của Chiến tranh lạnh đã không đạt được tiến bộ cụ thể nào cho đến tận Hội nghị tại Dipoli, Helsinki tháng 11 năm 1972. Các hội nghị này được tiến hành với sự gợi ý của Liên Xô, vốn có ý định dùng các hội nghị này để duy trì sự kiểm soát với các nước cộng sản tại đông Âu. Tuy nhiên các nước tây Âu nhìn nhận đây là cơ hội thông qua đàm phán để giảm căng thẳng trong khu vực, đồng thời thúc đẩy hợp tác kinh tế và đạt được những tiến bộ nhân đạo trong khối các nước cộng sản.
Nghị trình đàm phán được giới thiệu trong "Sách Xanh" đã xác lập trên thực tế một tiến trình đàm phán gồm ba giai đoạn, gọi là tiến trình Helsinki. CSCE khai mạc ngày 3 tháng 7 năm 1973 tại Helsinki với sự tham dự của đại diện từ 35 quốc gia. Giai đoạn thứ nhất kéo dài 5 ngày với kết quả là thông qua nghị trình được khuyến cáo trong Sách Xanh. Giai đoạn hai là giai đoạn đàm phán chính, tiến hành tại Geneva từ ngày 18 tháng 9 năm 1973 đến ngày 21 tháng 7 năm 1975 với kết quả là Hiệp ước Helsinki (Helsinki Final Act hay Helsinki Accord). Giai đoạn ba được tiến hành tại nhà hát Finlandia Hall, Phần Lan, từ ngày 30 tháng 7 đến ngày 1 tháng 8 năm 1975, với sự chủ tọa của nhà ngoại giao của Tòa thánh Vatican Cardinal Agostino Casaroli, 35 nước tham gia đàm phán đã ký kết Hiệp ước Helsinki.